# 郑州三环路

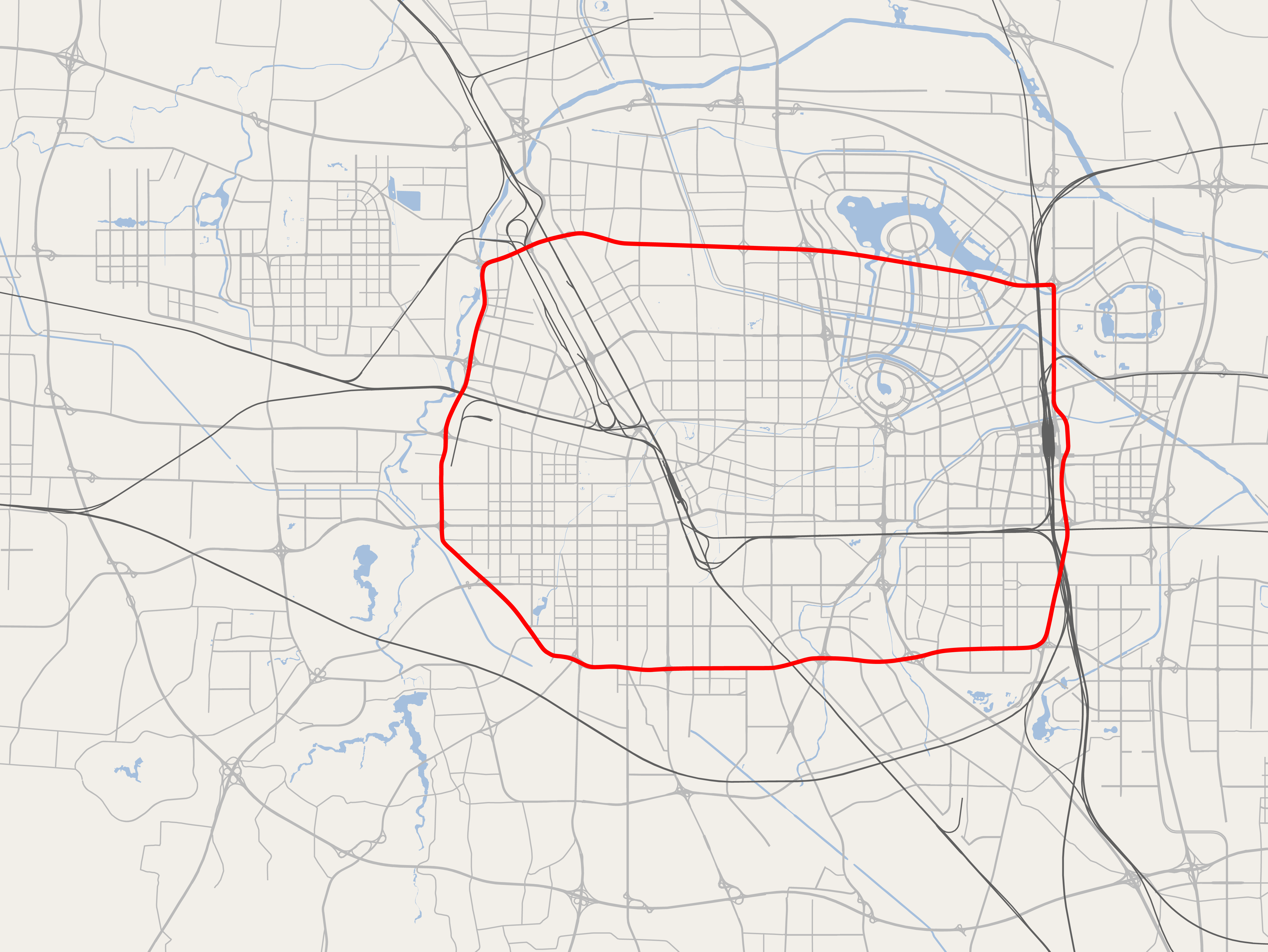
三环路在郑州市路网中的位置

郑州三环路是河南省郑州市区的一条环形的快速路，主道为全封闭的立体交通设计，由西三环、南三环、东三环和北三环组成。

## 历史
郑州三环路最初由北环路、西环路、南环路和107国道（现中州大道）合围而成。其中北环路修建于1993年，跨越郑州北站的跨线大桥（俗称彩虹桥）于1994年建成通车，使北环路与西环路连接贯通。西环路于1992年始建，1999年增修。107国道郑州段于1986-1989年修建，并于1998年改扩建。南三环路于1997年4月21日动工兴建，1998年10月30日通车，使郑州的三环路形成闭环。
2001年，郑州市对北环路、西环路、南环路和107国道市区段进行快速化改造，形成全长43.7公里的环城快速路。工程采用双向六车道设计，设计时速60千米/时，总投资15.83亿元，新建7座立交桥和26座人行天桥，于2001年12月26日竣工投用。经过此次改造，三环路大部分路段形成了无灯控的快速道路。
从2012年开始，三环路再次进行快速化改造，北三环主路改建为高架形式，南三环、西三环和中州大道主路则改建为高架路和地面快速路结合。大部分路段于2013年12月26日通车。
随着郑东新区的发展，中州大道逐渐成为市区主干道。2015年5月，郑州市城乡规划建设新闻通气会上传出，经市规委会决定，原107辅道取代中州大道成为郑州市的东三环，并改建为高架和隧道形式的快速道路。工程于2016年2月25日开工，2016年12月31日实现高架路段通车。2018年11月30日，东三环快速化工程隧道段建成试通车，标志着郑州三环快速路全线完整闭合。
2019年10月26日，北三环跨铁路编组站大桥（彩虹桥）在服役25年后封闭进行大修，后决定拆除重建。重建后的彩虹桥于2023年9月28日正式通车。

## 路线

### 北三环
北三环西起北三环、西三环与科学大道立交桥，东至东三环，为双向六车道快速道路。其中中州大道以西为高架道路，中州大道至东三环段以隧道为主。东三环以东路段称作北三环东延线，沿姚桥路上方架设，为双向六车道高架快速路。

### 西三环
西三环北起北三环、西三环与科学大道立交桥，南至嵩山南路接南三环。为双向六车道快速路，部分路段为高架道路。

### 南三环
南三环西接西三环，东至东三环，接东延线至中牟县，为双向六车道快速路。除嵩山南路至大学南路段为地面快速路外，其余路段均为高架道路。

### 东三环
为原107国道辅道，北起北三环，向北接郑新黄河大桥，南至南三环，接中华路至新郑。采用双向八车道设计，除郑州东站东广场段为隧道形式外，其余均为高架道路。

## 出入口列表
三环快速路各出入口自西北起顺时针顺序如下表所示：
| 地区                                                                                         | 里程     | 类型     | 名称         | 连接                      | 说明                                                   |
| 北三环段                                                                                     | 北三环段 | 北三环段 | 北三环段     | 北三环段                  | 北三环段                                               |
| -------------------------------------------------------------------------------------------- | -------- | -------- | ------------ | ------------------------- | ------------------------------------------------------ |
| 郑州市 中原区                                                                                |          | 枢纽     | 科学大道     | 科学大道 西三环北延线     |                                                        |
| 郑州市 惠济区                                                                                |          | 出入口   | 电厂路       | 电厂路                    | 只有东向出口及西向入口                                 |
| 郑州市 惠济区                                                                                |          | 枢纽     | 京广快速路   | 京广快速路                |                                                        |
| 郑州市 惠济区                                                                                |          | 枢纽     | 南阳路       | 南阳路 江山路             |                                                        |
| 郑州市 金水区                                                                                |          | 出入口   | 索凌路       | 索凌路 丰庆路             |                                                        |
| 郑州市 金水区                                                                                |          | 枢纽     | 文化路       | 文化北路                  |                                                        |
| 郑州市 金水区                                                                                |          | 出入口   | 花园路       | 花园路 花园北路           |                                                        |
| 郑州市 金水区                                                                                |          | 枢纽     | 中州大道     | 中州大道                  |                                                        |
| 郑州市 金水区                                                                                |          | 枢纽     | 龙湖中环西路 | 龙湖中环西路              |                                                        |
| 郑州市 金水区                                                                                |          | 出入口   | 众意路       | 众意西路 众意路           | 只有东向出口                                           |
| 郑州市 金水区                                                                                |          | 出入口   | 九如路       | 九如路                    | 只有东向出口及西向入口                                 |
| 郑州市 金水区                                                                                |          | 出入口   | 众意路       | 众意西路 众意路           | 只有东向出口                                           |
| 郑州市 金水区                                                                                |          | 出入口   | 龙湖内环东路 | 龙湖内环东路              | 只有西向出口及东向入口                                 |
| 郑州市 金水区                                                                                |          | 枢纽     | 龙湖中环东路 | 龙湖中环东路              |                                                        |
| 郑州市 金水区                                                                                |          | 出入口   | 龙湖外环东路 | 龙湖外环东路              |                                                        |
| 郑州市 金水区                                                                                |          | 枢纽     | 东三环       | 东三环北延线 北三环东延线 |                                                        |
| 东三环段                                                                                     |          |          |              |                           |                                                        |
| 郑州市 金水区                                                                                |          | 出入口   | 平安大道     | 平安大道                  | 只有北向出口及南向入口                                 |
| 郑州市 金水区                                                                                |          | 出入口   | 金水东路     | 金水东路                  | 可前往 郑州东站（北侧落客平台）                        |
| 郑州市 管城回族区                                                                            |          | 出入口   | 商鼎路       | 商鼎路                    | 只有北向出口及南向入口 可前往 郑州东站（南侧落客平台） |
| 郑州市 管城回族区                                                                            |          | 枢纽     | 陇海快速路   | 陇海快速路                |                                                        |
| 郑州市 管城回族区                                                                            |          | 出入口   | 航海东路     | 航海东路                  |                                                        |
| 郑州市 管城回族区                                                                            |          | 枢纽     | 南三环       | 南三环东延线 东三环南延线 |                                                        |
| 南三环段                                                                                     |          |          |              |                           |                                                        |
| 郑州市 管城回族区                                                                            |          | 出入口   | 经开第五大街 | 经开第五大街              |                                                        |
| 郑州市 管城回族区                                                                            |          | 枢纽     | 机场高速     | 郑州机场高速              | 郑州新郑国际机场                                       |
| 郑州市 管城回族区                                                                            |          | 枢纽     | 中州大道     | 中州大道                  |                                                        |
| 郑州市 管城回族区                                                                            |          | 出入口   | 紫荆山南路   | 紫荆山南路 连云路         | 只有西向出口及东向入口                                 |
| 郑州市 二七区                                                                                |          | 出入口   | 连云路       | 紫荆山南路 连云路         | 只有东向出口及西向入口                                 |
| 郑州市 二七区                                                                                |          | 枢纽     | 京广南路     | 京广快速路 京广南路       |                                                        |
| 郑州市 二七区                                                                                |          | 出入口   | 大学南路     | 大学南路 行云路           |                                                        |
| 郑州市 二七区                                                                                |          | 出入口   | 兴华南街     | 兴华南街 淮南路           | 只有西向出入口                                         |
| 郑州市 二七区                                                                                |          | 枢纽     | 嵩山南路     | 嵩山南路 郑登快速路       |                                                        |
| 西三环段                                                                                     |          |          |              |                           |                                                        |
| 郑州市 二七区                                                                                |          | 出入口   | 工人路       | 工人路                    | 只有西向出入口                                         |
| 郑州市 二七区/中原区                                                                         |          | 出入口   | 长江西路     | 长江西路 丹青路 启福大道  |                                                        |
| 郑州市 中原区                                                                                |          | 枢纽     | 郑少高速     | 航海西路 郑少高速         |                                                        |
| 郑州市 中原区                                                                                |          | 出入口   | 淮河路       | 淮河西路                  | 只有南向出口及北向入口                                 |
| 郑州市 中原区                                                                                |          | 枢纽     | 陇海路       | 陇海快速路                |                                                        |
| 郑州市 中原区                                                                                |          | 出入口   | 中原西路     | 中原西路                  |                                                        |
| 郑州市 中原区                                                                                |          | 枢纽     | 建设西路     | 建设西路                  |                                                        |
| 郑州市 中原区                                                                                |          | 枢纽     | 农业快速路   | 农业快速路                |                                                        |
| 郑州市 中原区                                                                                |          | 出入口   | 五龙口南路   | 五龙口南路                |                                                        |
| 1.000 英里 = 1.609 千米；1.000 千米 = 0.621 英里 并行路段 • 已关闭／取消 • 限制进入 • 未开放 |          |          |              |                           |                                                        |

## 图集

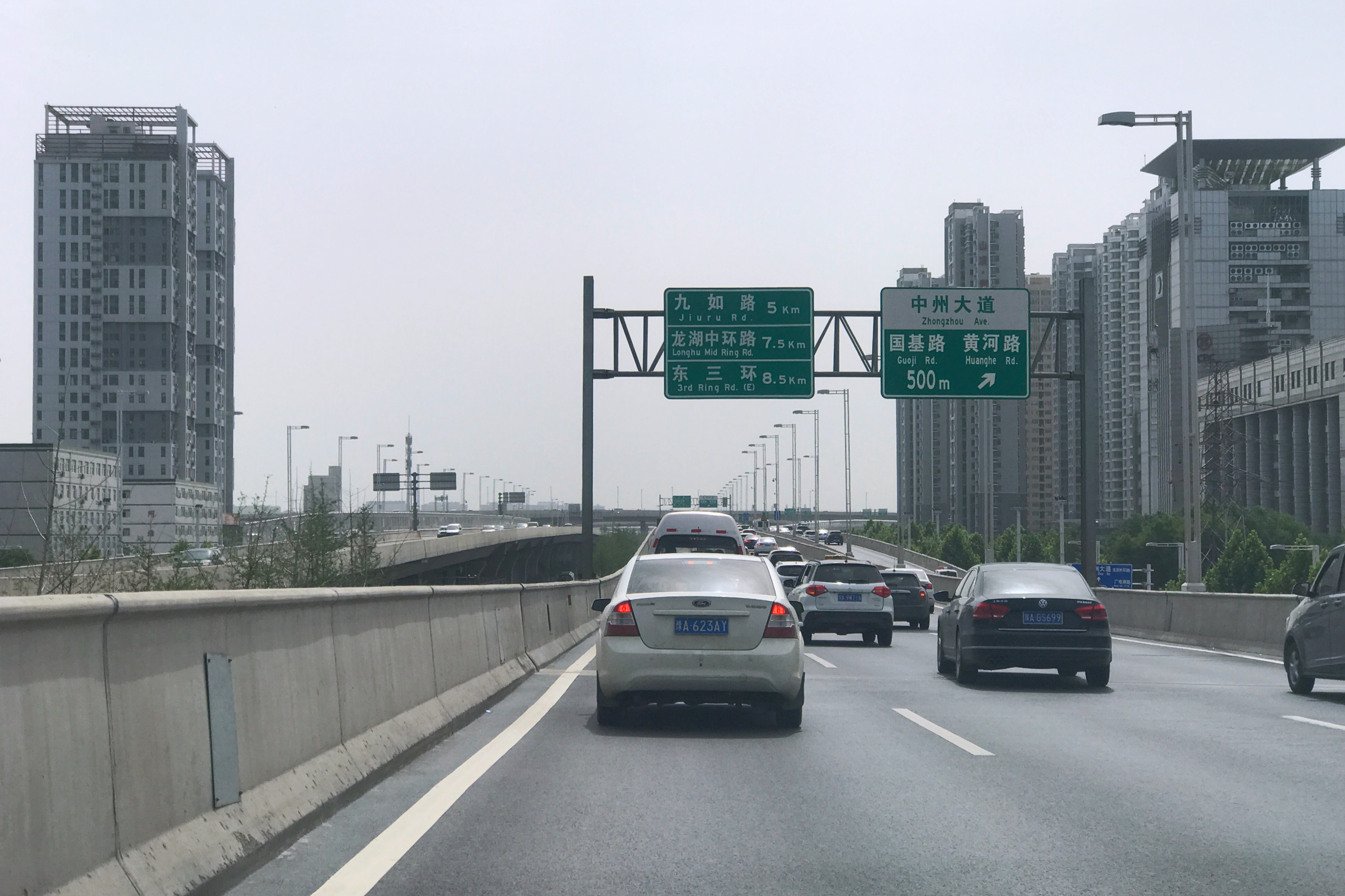
北三环高架路段
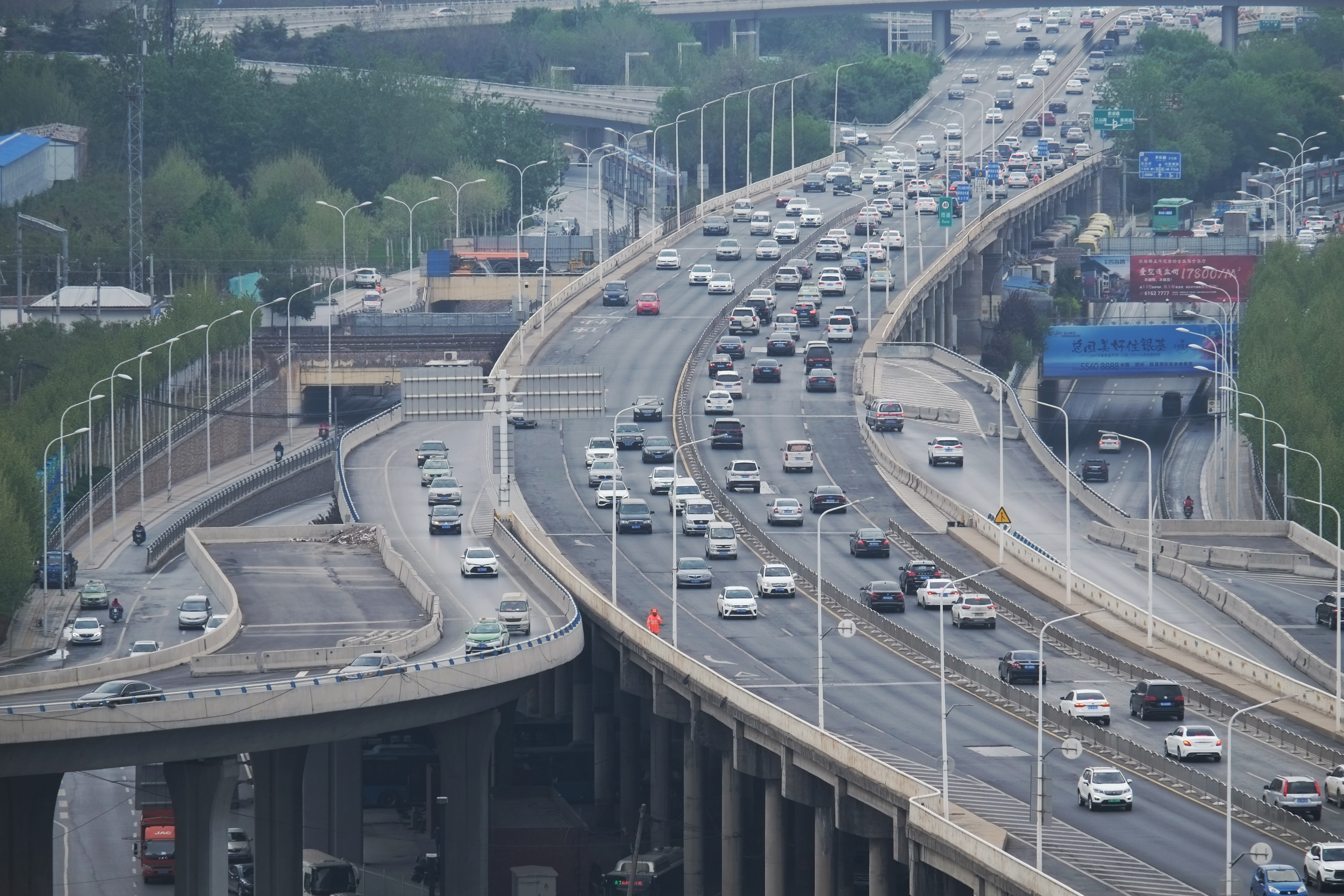
京广快速路附近的北三环
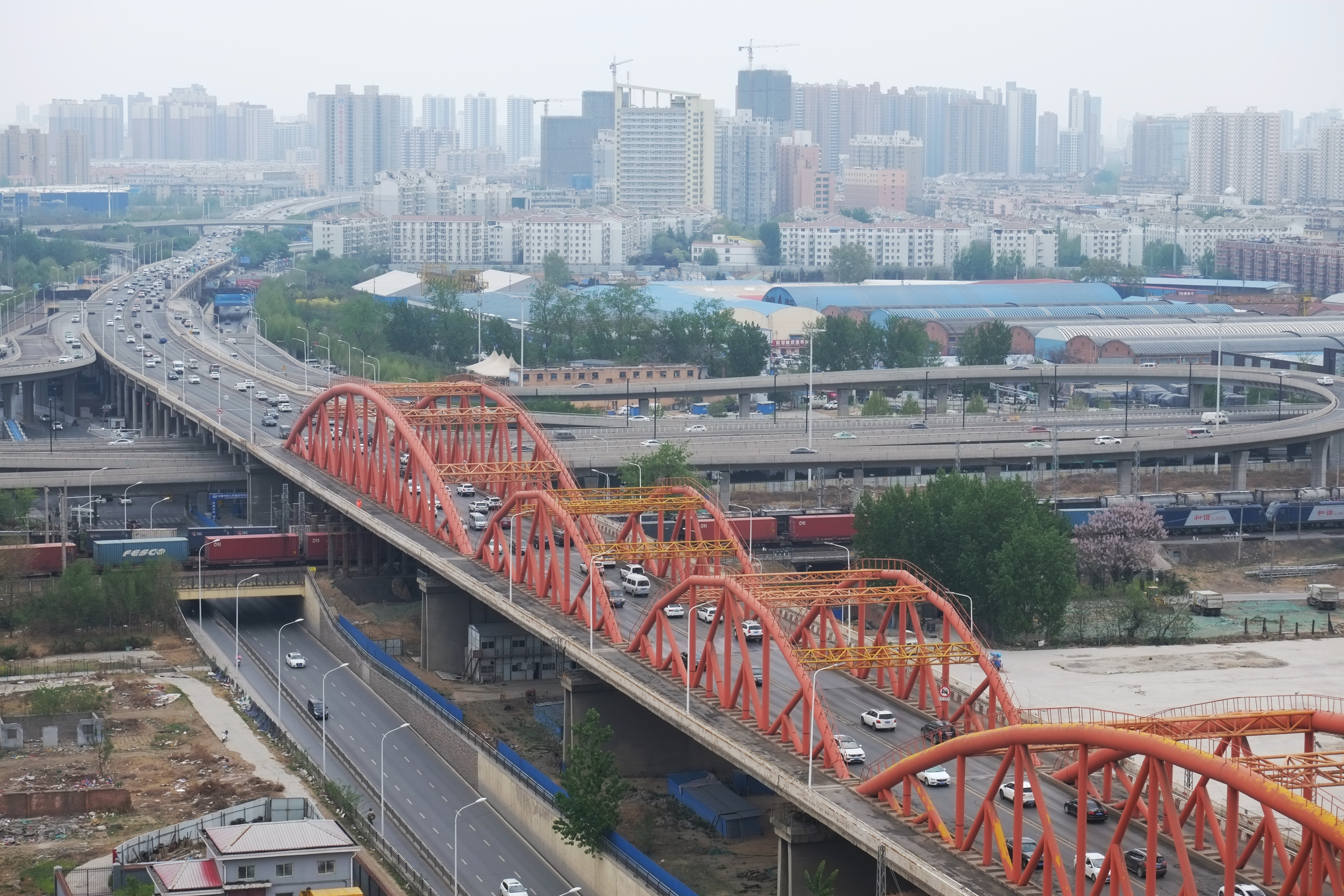
北三环跨铁路编组站大桥旧桥（俗称彩虹桥，已拆除重建）
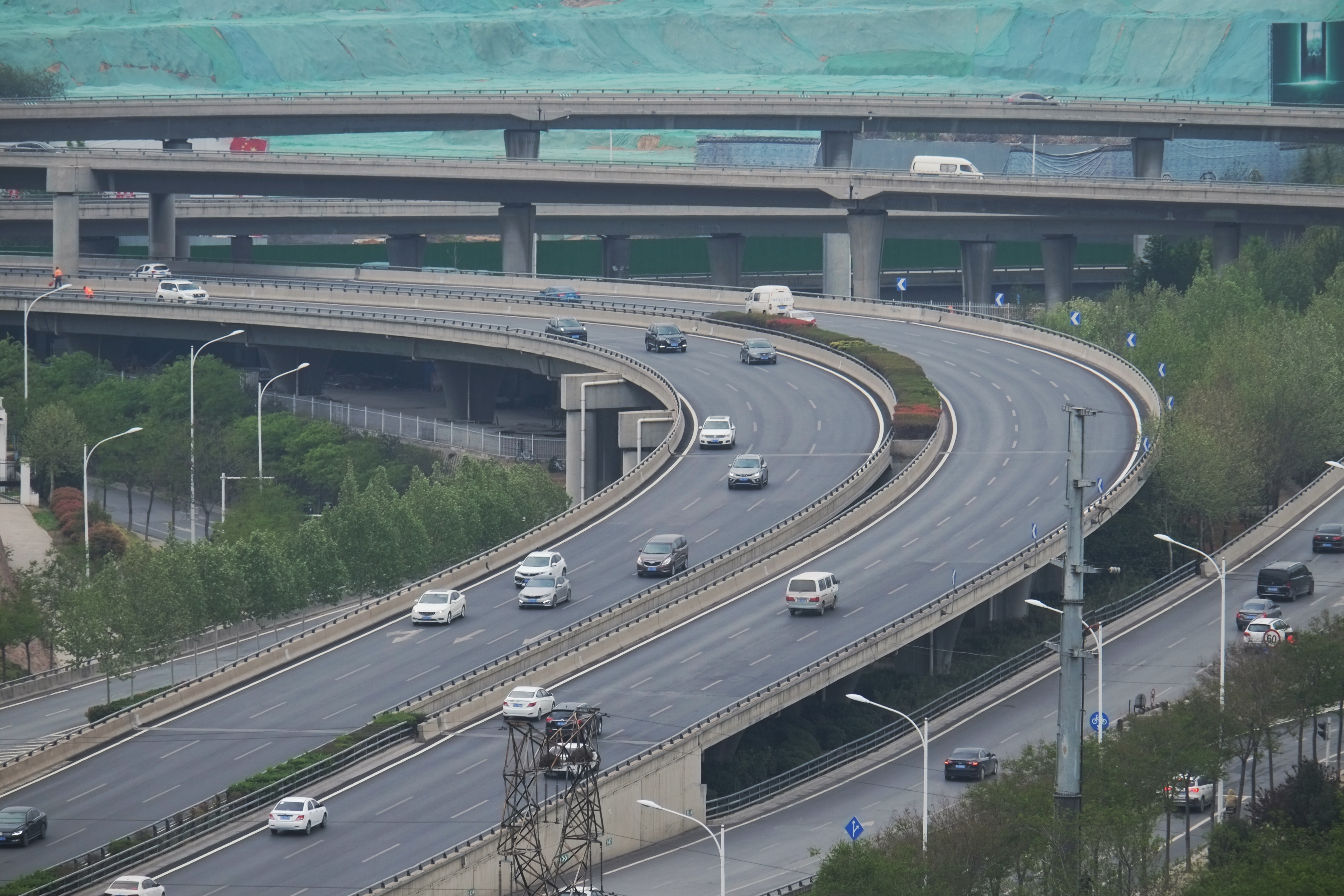
北三环与西三环连接处

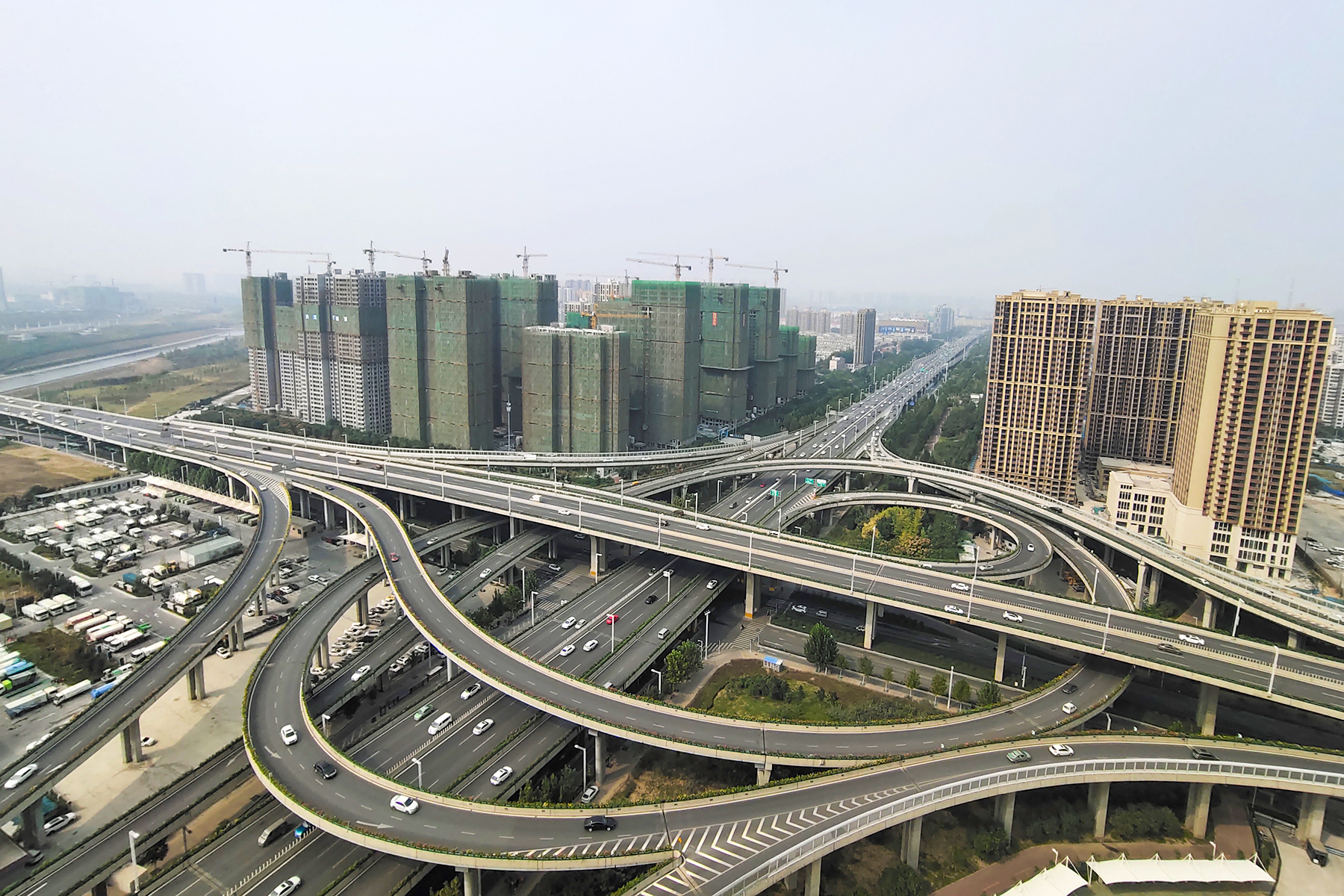
西三环与陇海快速路互通立交
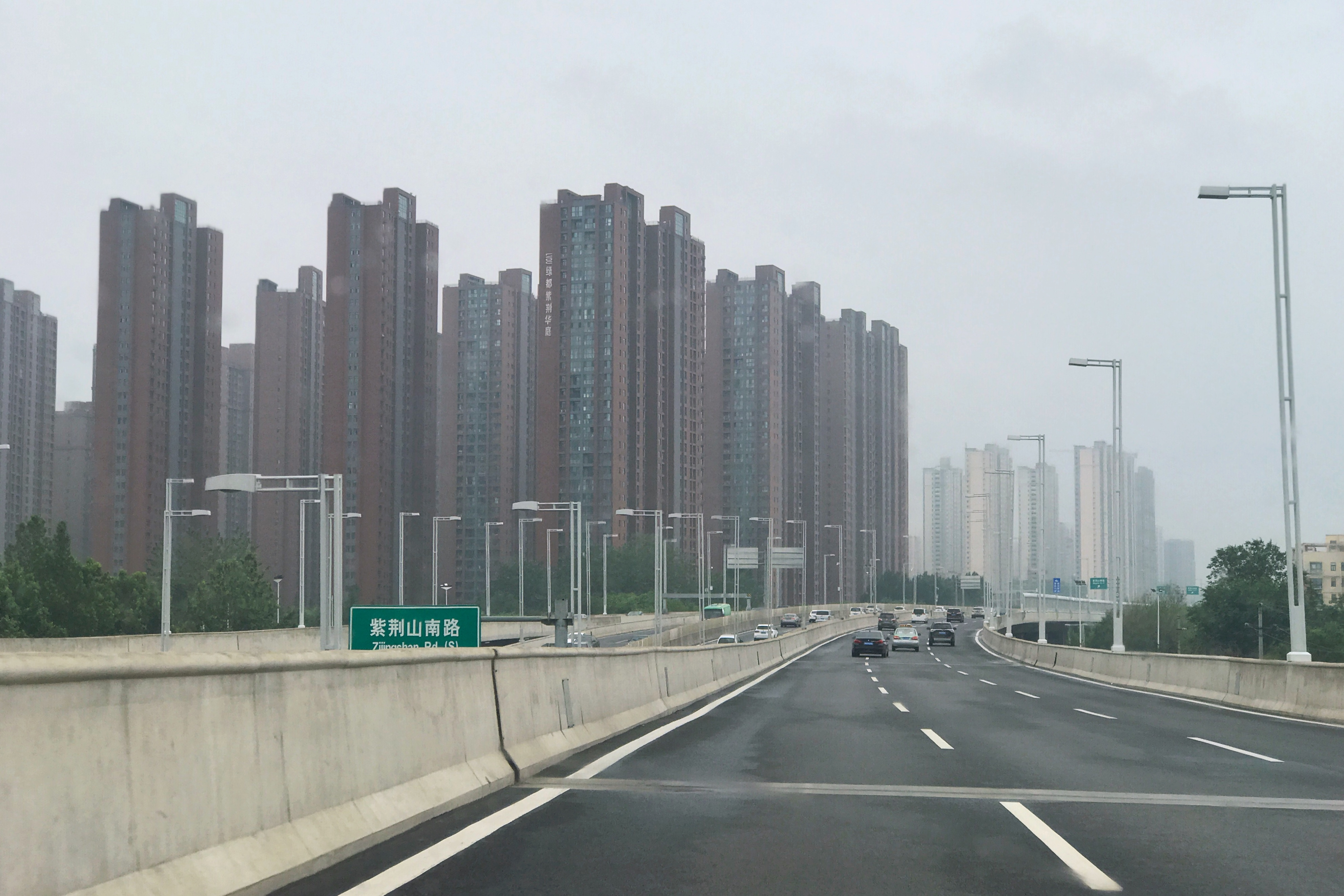
南三环高架路段
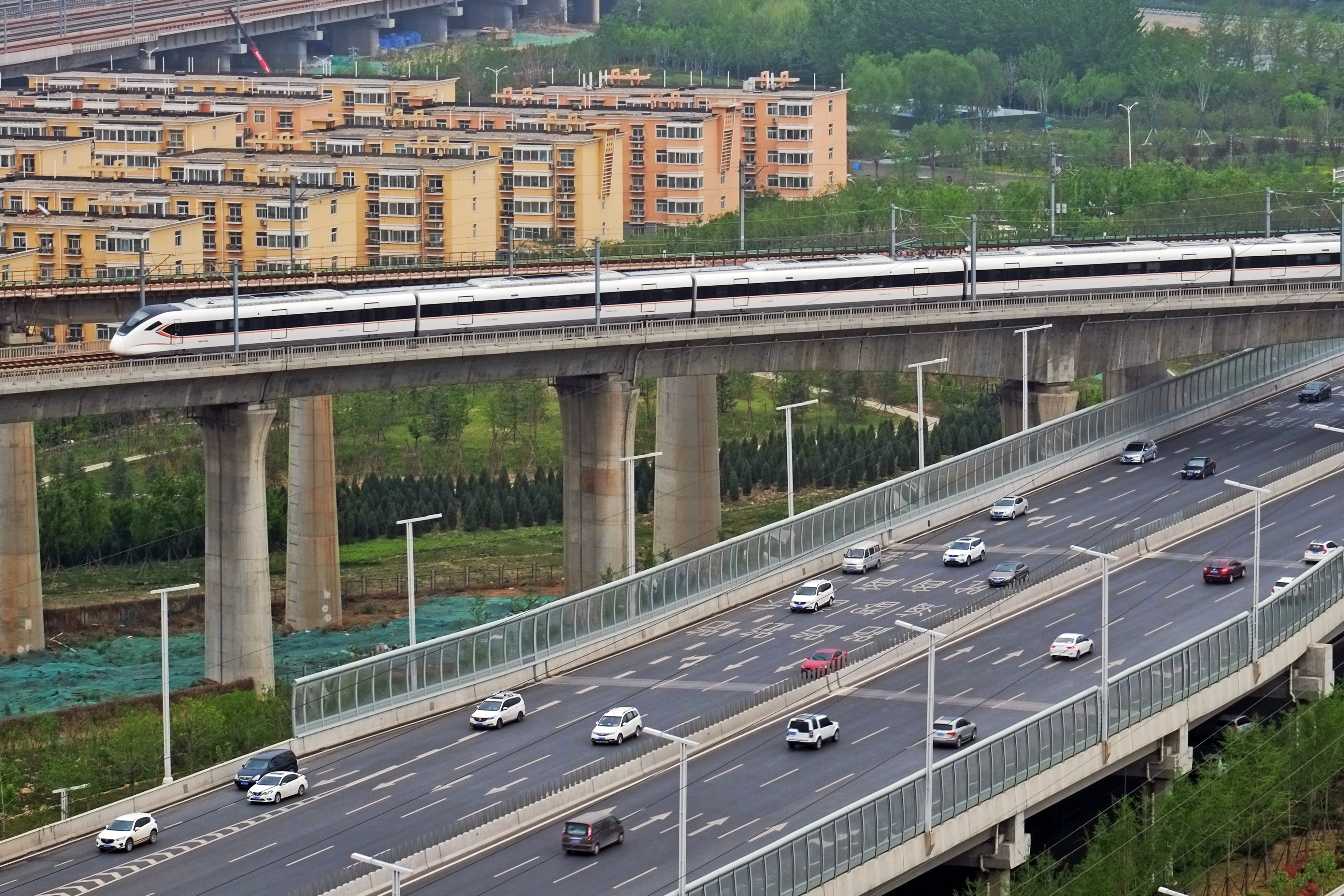
东三环与郑开城际铁路
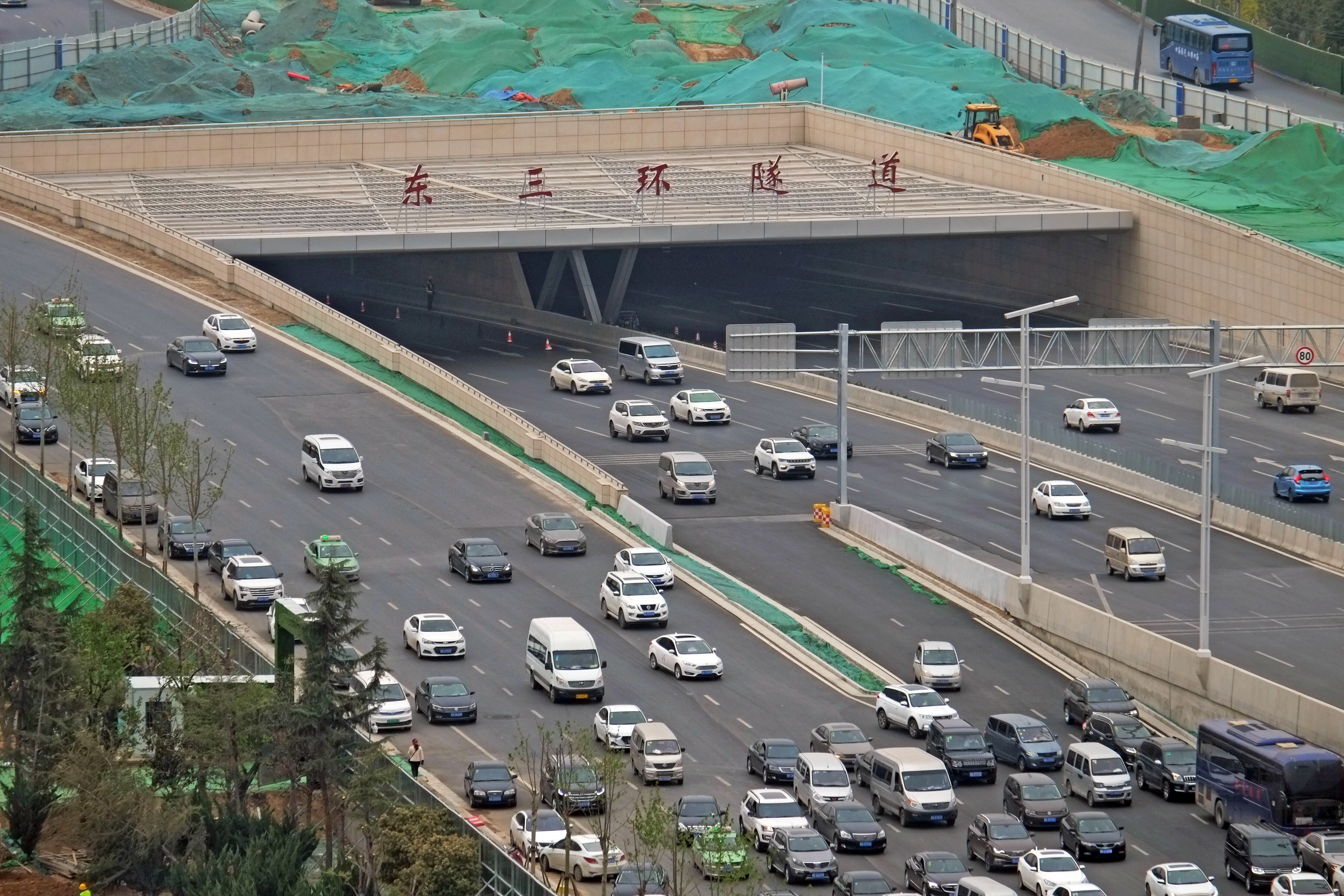
东三环隧道，为三环快速路最后贯通的节点

## 事故

### 2014年西三環多次坍塌
郑州西三环最早被曝光塌陷是在2014年4月10日晚。此後一直到12月8日被曝光坍塌18次。坍塌最密集的地段是西三环与中原路交叉口附近。但并未见到官方有相关追责通报。另据当地媒体报道，郑州西三环虽已开通半年之久，但至9月底，一直未通过全面验收，存在“未通过体检就提前上岗”问题。